# Beaune-sur-Arzon

Beaune-sur-Arzon este o comună în departamentul Haute-Loire, Franța. În 2009 avea o populație de 208 de locuitori.